# Renato Kayser
Renato Kayzer de Souza (Tupãssi, 17 de febrero de 1996) es un futbolista brasileño que juega como delantero centro. Actualmente es jugador del Vitória.

## Carrera

### Vasco da Gama
Natural de Tupãssi, Paraná, Kayzer se mudó a São Vicente, São Paulo a una edad temprana y empezó su carrera en los equipos juveniles del Santos. Posteriormente representó al Desportivo Brasil y al Vasco da Gama. El jugador debutó profesionalmente con Vasco da Gama el 16 de septiembre de 2015, entrando como suplente en la segunda parte en lugar del jugador Serginho, en el empate de 2-2 ante el Cruzeiro. 
Después de varias cesiones, Renato dejó el Vasco da Gama definitivamente en 2018. Con pocas oportunidades en el club carioca, jugó apenas tres partidos y no marcó ningún gol. 

### Oeste
El 26 de febrero de 2016, Kayzer fue cedido al club Oeste hasta fin de año.  El delantero debutó con el nuevo equipo el 5 de marzo, en la victoria por 1-0 ante el Água Santa, en el Campeonato Paulista, entrando al minuto 24 de la segunda parte. 

### Portuguesa
El 24 de mayo de 2016, tras jugar pocos partidos por el Oeste, fue cedido al Portuguesa, también con un contrato temporario.  Kayzer debutó con el conjunto Lusa el 12 de junio, en la derrota por 5-0 ante el Botafogo de Ribeirão Preto, partido válido de la Serie C. En aquella ocasión, el delantero sólo jugó la primera parte. 

### Villa Nova
El 6 de enero de 2017, Renato Kayzer fue cedido al Villa Nova hasta la conclusión del Campeonato Mineiro .  El jugador hizo su debut con el conjunto mineiro el 29 de enero, en la derrota por 2-1 ante el Cruzeiro, ingresando en el minuto 23 de la segunda parte. 

### Ferroviária
El 30 de mayo de 2017, Kayzer fue cedido nuevamente, esta vez a Ferroviária, llegando a competir en la Copa Paulista .  Debutó con el equipo el 2 de julio, en la victoria por 2-1 ante el Mirassol, en la Copa Paulista, habiendo jugado todo el partido. 
Por el Ferroviária, marcó el primer gol de su carrera en la victoria, como local, por 3-0 contra Linense, el 8 de julio. 

### Tupi
El 1 de diciembre de 2017, Kayzer fue cedido, por quinta vez en su carrera, al Tupi para competir en el Campeonato Mineiro.  Debutó con el Tupi el 28 de enero, en la victoria por 2 a 1 ante el Caldense, en el Campeonato Mineiro, jugando sólo el segundo tiempo y marcando un gol. Durante el torneo impresionó a muchos y fue observado por varios equipos. 

### Cruzeiro
El 7 de abril de 2018, Kayzer fue fichado por Cruzeiro y firmó un contrato por cinco años. 

### Atlético Goianiense
Días después de ser fichado por el Cruzeiro, Kayzer fue cedido al Atlético Goianiense para la temporada del 2018. El jugador debutó con el club de Goiás el 11 de mayo, en el empate 0-0 ante el Londrina, en la Serie B, al haber entrado en el minuto 21 de la segunda parte. 
Marcó su primer gol con la camiseta del Dragão el 23 de junio, en la victoria por 3-2 ante el Sampaio Corrêa, como visitante. Marcó el último gol del triunfo. 

### Regreso a Cruzeiro
Después de regresar de una larga cesión al Atlético Goianiense, Kayzer debutó con el Cruzeiro el 19 de enero de 2019, en la victoria por 3-1 ante el Guaraní de Divinópolis, en el Campeonato Mineiro, entrando en el minuto 23 de la segunda parte.  Pese a todo, el jugador no logró tener un rendimiento destacable en la Raposa, siendo posteriormente cedido al Ponte Preta  y al Chapecoense. 

### Ponte Preta
Al no estar en los planes del entrenador Mano Menezes, el delantero fue cedido al Ponte Preta el 25 de marzo de 2019, firmando un contrato hasta final de año.  Apareció sólo en dos partidos del equipo: ante el Coritiba  y Criciúma,  ambos en la Serie B. El 7 de mayo, debido a ciertos desacuerdos con la dirección del club, Kayzer solicitó volver al Cruzeiro. 

### Chapecoense
El 16 de mayo de 2019, pocos días después de dejar Ponte Preta y ser considerado por algunos equipos como un posible fichaje, Renato Kayzer fue cedido nuevamente, esta vez al Chapecoense, hasta fin de año.  El delantero debutó con el Chape en la derrota como local por 2-1 ante el Palmeiras en Arena Condá. 
Marcó su primer gol el 10 de agosto, en la derrota como visitante por 4-1 ante el Ceará .  Participó de una temporada frustrante para el Chapecoense, ya que el equipo catarinense descendió a la Serie B.

### Regreso al Atlético Goianiense
El 29 de diciembre de 2019, Kayzer regresó al Atlético Goianiense, también cedido por un año, para competir en la temporada 2020. En su regreso al Dragão, debutó en una victoria como local por 5-0 ante su rival Goiânia, anotando el cuarto gol del partido. 
El delantero tuvo muchas oportunidades en su corta segunda etapa en el Atlético Goianiense, siendo el máximo goleador del equipo ese año, con 10 goles marcados en 16 partidos, en los siguientes torneos:Campeonato Goiano, Copa do Brasil y Campeonato Brasileiro . Debido a sus buenas actuaciones, agradó la afición rojinegra y fue contactado por varios equipos de Brasil. 

### Athletico Paranaense
Con el protagonismo que recibió en su club anterior, el delantero fue anunciado como refuerzo del Athletico Paranaense el 25 de septiembre de 2020 y firmó contrato hasta diciembre de 2023. Se estima que se pagaron 5 millones de reales al Cruzeiro, que lo cedió al Atlético Goianiense. 
Debutó con el equipo un día después, el 26 de septiembre, entrando en el minuto 62 al sustituyir a Pedrinho, en una victoria como local ante el Bahía .  Marcó su primer gol con el Furacão el 4 de octubre, ante el Flamengo en el Maracaná, pero sin lograr evitar la derrota por 3 a 1. 

### Fortaleza
Fue anunciado como refuerzo de Fortaleza el 8 de febrero de 2022, firmando contrato hasta finales de 2025. 
Debutó con el Leão el 24 de febrero, saliendo del banquillo y siendo titular en la victoria por 1-0 ante el Pacajus, partido válido por el Campeonato Cearense .  Marcó sus dos primeros goles con el club el 22 de marzo, en la victoria por 5-1 ante el Atlético de Alagoinhas, pártido disputado en la Copa do Nordeste. 

### Daejeon Citizen
Con pocas oportunidades en el Fortaleza, el delantero fue cedido al Daejeon Citizen, equipo de Corea del Sur, el 19 de julio de 2022. 

## Estilo de juego
Renato Kayzer juega en la posición de delantero centro. El periodista Juliano Moreira Victor, de la Rádio Bandeirantes, lo describió como un jugador rápido, con mucho movimiento y fuerte físicamente. 

## Títulos

### Torneos estaduales
| Título                 | Club                               | Estado/Región   | Año  |
| ---------------------- | ---------------------------------- | --------------- | ---- |
| Campeonato Carioca     | Club de Regatas Vasco da Gama      | Río de Janeiro  | 2016 |
| Copa Paulista          | Associação Ferroviária de Esportes | São Paulo       | 2017 |
| Campeonato Mineiro     | Cruzeiro Esporte Clube             | Minas Gerais    | 2019 |
| Campeonato Cearense    | Fortaleza Esporte Clube            | Ceará           | 2022 |
| Copa do Nordeste       | Fortaleza Esporte Clube            | Región Nordeste | 2022 |
| Recopa Catarinense     | Criciúma Esporte Clube             | Santa Catarina  | 2024 |
| Campeonato Catarinense | Criciúma Esporte Clube             | Santa Catarina  | 2024 |

### Torneos internacionales
| Título            | Club                      | Sede       | Año  |
| ----------------- | ------------------------- | ---------- | ---- |
| Copa Sudamericana | Club Athletico Paranaense | Montevideo | 2021 |